# Активна база података
Активна база података је база података која укључује архитектуру вођену догађајима (често у облику ECA правила) која може одговорити како на услове унутар, тако и на услове изван базе података. Могуће употребе укључују сигурносни надзор, обавештавање, прикупљање статистичких података и ауторизацију.
Већина модерних релационих база података садржи карактеристике активних база података у форми окидача база података.